# Zeche Vereinigte Dahlhauser Tiefbau
Die Zeche Vereinigte Dahlhauser Tiefbau war ein Steinkohlen-Bergwerk direkt an der Ruhr im Bochumer Stadtteil Dahlhausen.
Die Zeche entstand durch die Konsolidation der Bergwerke Zeche Besserglück, Glücksonne und Dahlhausen. Ziel war der Tiefbau unterhalb der Stollensohlen. Durch den Einsatz von Dampfmaschinen war die Grubenwasserhebung aus großer Tiefe möglich geworden.

## Bergwerksgeschichte
Im Jahre 1858 wurde mit dem Abteufen von Schacht I begonnen. Doch bereits 1859 war aufgrund des starken Wasserzuflusses in 16,5 Metern Teufe der Einbau stärkerer Pumpen erforderlich. Als der Schacht 1860 die Stollensohle erreicht hatte und die Förderung aufgenommen wurde, musste der Betrieb kurze Zeit später wegen Geldmangels eingestellt werden. 1861 wurde die Förderung wieder aufgenommen. Schacht I war bis 1963 in Betrieb und ist darauf verfüllt worden.
Von 1870 bis 1871 wurde im Nordfeld neben Schacht I ein tonnlägigen Wetterschacht mit 65 Metern Teufe angelegt. Er wurde 1913 aufgegeben. Ab 1881 wurde die erste wirtschaftlich arbeitende Brikettfabrik im Ruhrrevier betrieben, die schon 1885 bis nach Italien lieferte. 1872 ging die Anschlussbahn zur Strecke Dahlhausen – Hattingen (Ruhr) der Bergisch-Märkischen Eisenbahn-Gesellschaft (BME) in Betrieb.
Ein Brand am 9. Dezember 1895 zerstörte einige Anlagen über Tage und die Verzimmerung des Schachtes, welcher zudem wegen des Ausfalls der Pumpen absoff. Von 1897 bis 1898 folgte die Anlage eines weiteren Wetterschachtes.
Im Jahre 1910 begann die Teufe von Schacht II, 180 Meter südlich von Schacht I, der 1912 ab der 6. Sohle in Betrieb war. Die 8. Sohle von Schacht II erreichte eine Teufe von 730 Meter. Das Grubenfeld der stillgelegten Zeche Altendorf Tiefbau wurde 1914 übernommen. Von 1915 bis 1919 war der spätere Widerstandskämpfer Nikolaus Groß hier beschäftigt. Während des Zweiten Weltkriegs griff das Bergwerk auf Zwangsarbeiter zurück. Im Lager Horkenstein waren etwa 240 Zivilarbeiter untergebracht.
Im Jahre 1957 bis 1958 erfolgten Reparaturen am Schacht Altendorf II, der 1960 bis zur 7. Sohle in Betrieb war. Ab 1963 wurde der Schacht nur noch als Wetterschacht genutzt. An der Lewackerstraße entstand noch 1960 ein moderner Förderturm als Betonkonstruktion nach Entwurf des Essener Industriearchitekten Fritz Schupp.
Die Förderung wurde am 1. September 1965 aufgegeben, die Tagesanlagen bis 1972 abgerissen. Der Schacht Dahlhauser Tiefbau II und der Schacht Altendorf II mit einer Teufe von 760 Metern wurden noch von der Zeche Carl Funke übernommen. Beide wurden 1972 abgeworfen und verfüllt.
Heute erinnern an der Lewackerstraße nur noch ein kleiner Park auf einer Brachfläche und ein Stollenmundloch an den Bergbau. Die beiden Schachtdeckel der Schächte Dahlhauser Tiefbau 1 und 2 sind noch sichtbar.

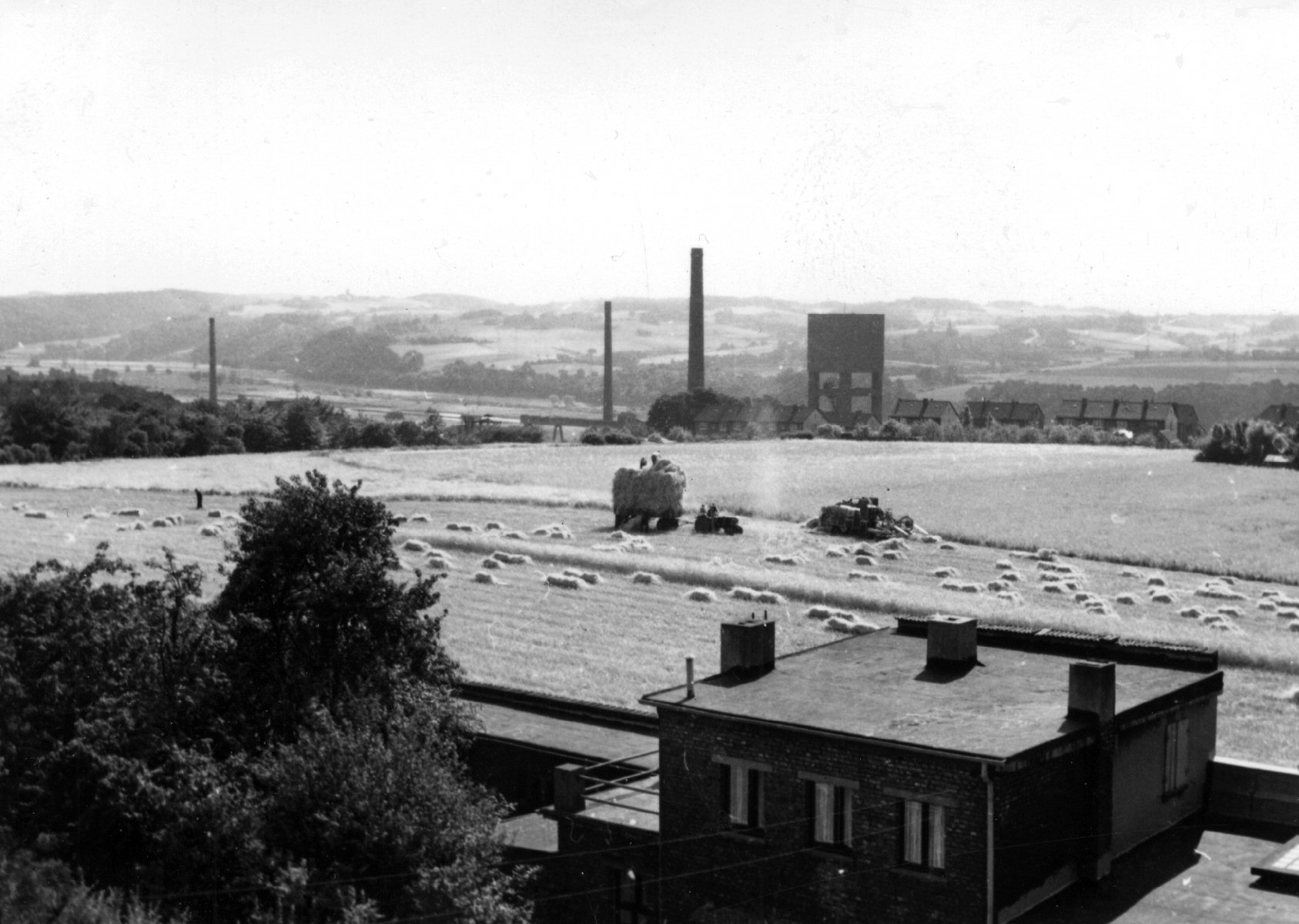
Dahlhauser Tiefbau, 1962
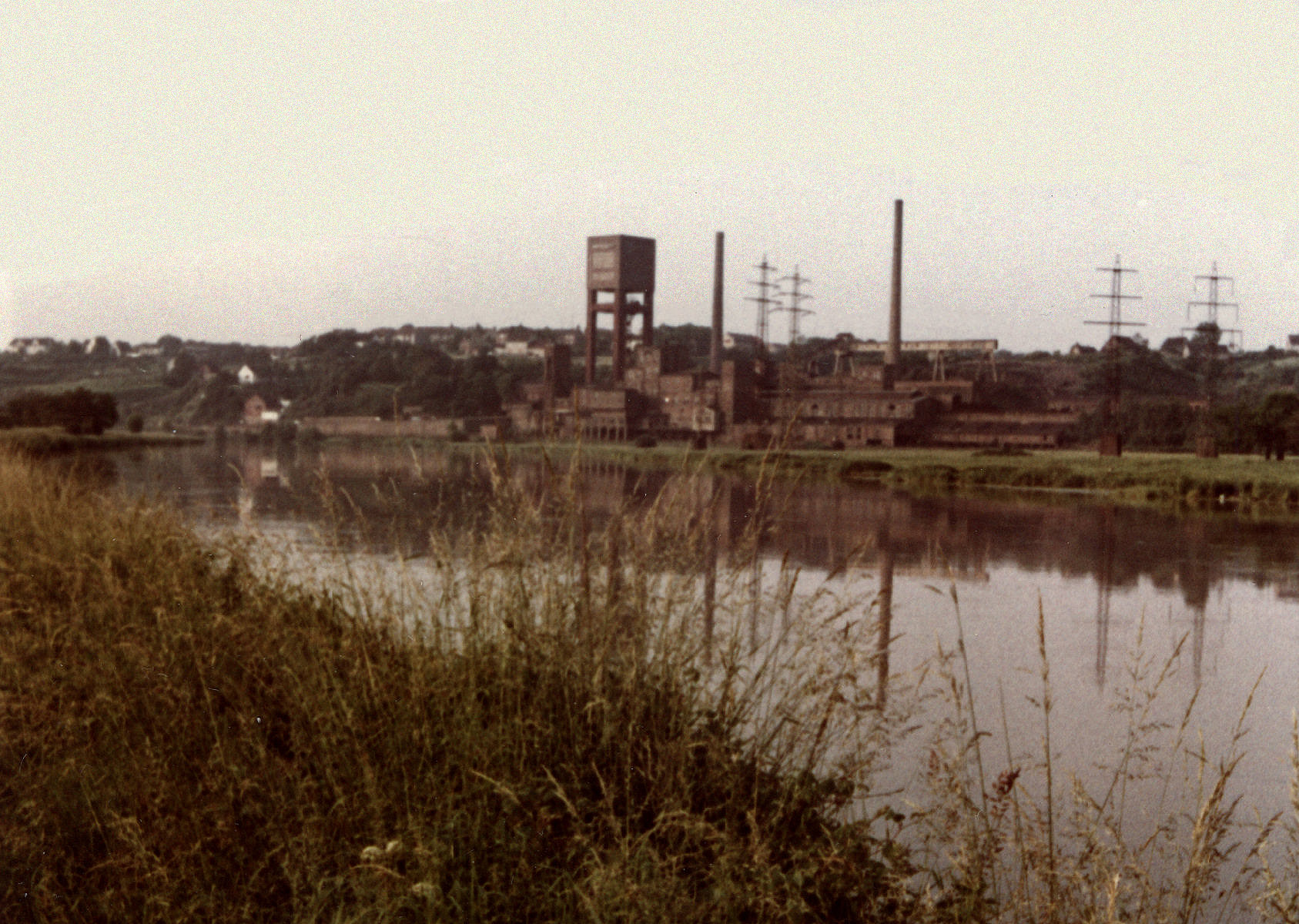
Dahlhauser Tiefbau, 1965
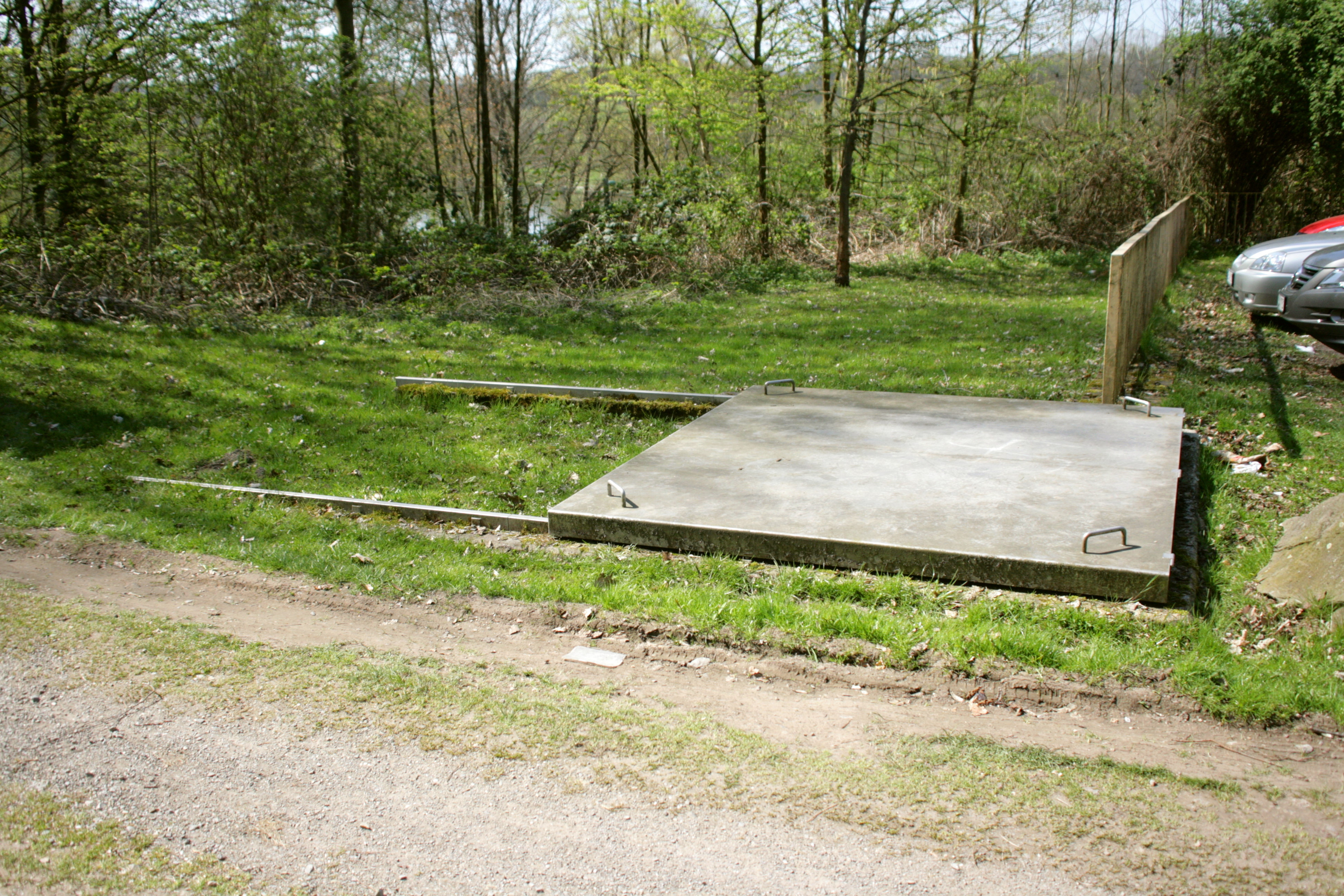
Gedeckelter Schacht an der Lewackerstraße, 2010